# Мордовская Темрязань
Мордовская Темрязань — село в составе Поливановского сельского поселения Барышского района Ульяновской области. 

## География
Находится на расстоянии примерно 10 километров по прямой на восток-юго-восток от районного центра города Барыш.

## История
В 1870 году прихожанами был построен деревянный храм, а в 1899 году расширен пристройкой трапезной части. Престол в нём во имя Живоначальные Троицы. 
На 1900 год школ было две: 1) земская, существовала с 1876 г., содержится на средства общества, и 2) церковно-приходская, существовала с 1893 г., помещается в собственном здании.
В 1913 году  в селе было 274 двора, 1276 жителей, Троицкая единоверческая церковь (1870 года постройки, сохранилась), училище и школа.

## Население
Население составляло: на 1900 год прихожан в с. Мордовской Темрязани (н. м.) в 159 дворах жило: 448 м. и 501 ж.;132 человека в 2002 году (36% русские, 57% мордва), 77 по переписи 2010 года.